# ヘルムート・コーイング
ヘルムート・コーイング（Helmut Coing, 1912年2月28日 - 2000年8月15日）はドイツの法学者。

## 経歴
1912年、ドイツ・ツェレ生まれ。ハノーファーのギムナジウムを修了後、1930年からキール大学、ミュンヘン大学、リール大学、ゲッティンゲン大学の各大学で法学を学び、1935年にゲッティンゲン大学で学位を所得。その後フランクフルト大学に移り、ここで1938年に教授資格を得た。1941年にフランクフルト大学のローマ法・市民法の教授に就任。第二次世界大戦下のナチス・ドイツ時代も大学にとどまった。また、時に法哲学を教えることもあった。
戦後、フランクフルト大学法学部部長（1950年 - 1951年）、同学長（1955年 - 1957年）、ドイツ連邦共和国学長会議会長（1956年 - 1957年）およびドイツ学術会議会長（1958年 - 1961年）を歴任し、自らその設立に尽力したマックス・プランク欧州法制史研究所の初代所長（1964年 - 1981年）を務めた。1978年からはマックス・プランク協会副総裁（1978年 - 1984年）をつとめた。このほか、ドイツ福音主義教会会議議員（1950年 - 1958年）、ヘッセン州裁判所参与（1955年 - 1958年）などの職にもあった。
リヨン大学、モンペリエ大学、ウィーン大学、アバディーン大学、ブリュッセル大学などの名誉博士号を有し、バイエルン科学アカデミーの会員であった。2000年にフランクフルト・アム・マイン郊外のクロンベルク (Kronberg im Taunus) で死去。

## 受賞・栄典
- ドイツ連邦共和国功労勲章大功労十字勲章
- イタリア共和国功労勲章（コンメンダトーレ）
- フランスのレジオン・ドヌール勲章（オフィシエ）
- 科学芸術功労賞

## ヘルムート・コーイング賞
2008年にマックス・プランク欧州法制史研究所が制定した「ヘルムート・コーイング賞」(Helmut-Coing-Preis) にその名を留めている。

## 著書
- 『近代法への歩み』（久保正幡・村上淳一編、東京大学出版会、1991年）
- 『ヨーロッパ法史論』（佐々木有司編、創文社、1980年）
- 『ヨーロッパ法文化の流れ』（上山安敏監訳、ミネルヴァ書房、1983年）
- 『法史学者の課題』（河上倫逸編、未來社、2004年）
- Für Wissenschaften und Künste. Lebensbericht eines europäischen Rechtsgelehrten, hrsg., kommentiert und mit einem Nachwort von Michael F. Feldkamp, Berlin: Duncker & Humblot 2014 ISBN 978-3-428-14253-8